# Jego Świątobliwość: Sekrety Benedykta XVI
Jego Świątobliwość: Sekrety Benedykta XVI – książka wydana 26 maja 2012 przez Gianluigi Nuzzi w wydawnictwie Chiarelettere. Tytuł ten stał się podstawą skandalu Vatileaks.

Gianluigi Nuzzi współpracował z grupą przychylnych mu osób na Watykanie, którą w książce określa Maria. Cytuje też słowa swego najbliższego współpracownika, którym okazał się Paolo Gabriele: 

Moja odwaga polega na tym, by rozpowszechnić wiedzę o najbardziej zagmatwanych sprawach Kościoła. Podać do publicznej wiadomości pewne tajemnice, małe i duże historie, które nie przekraczają progu Spiżowej Bramy.

Gianluigi Nuzzi pisze:

Dyskomfort skłonił go (Paolo Gabriele) do wypowiedzenia jakiejś krytyki w kontaktach z tymi, którzy w łonie wspólnoty żyjącej i pracującej w świętych pałacach myślą podobnie jak on. Tak powstała niewielka grupa osób, które (...) łączył ten sam wybór: udokumentować, zrozumieć, konfrontować odkładając papiery, które ujawniają nieznane wątki, sytuacje krytyczne i interesy Kościoła w każdym zakątku świata.

W książce znajduje się też polski wątek: list arcybiskupa Celestina Migliorego, adresowany do sekretarza stanu, dotyczący polemiki, jaką wywołał protest polskiego MSZ przeciwko nazwaniu Polski przez o. Tadeusza Rydzyka „państwem totalitarnym”.